# Jürgen Dieringer
Jürgen Dieringer (* 18. März 1969 in Hechingen) ist ein deutscher Politikwissenschaftler. Er ist seit 2019 Adjunct Professor am Vesalius College der Vrije Universiteit Brussel.

## Leben
Dieringer studierte an der Universität Tübingen Politikwissenschaft und Germanistik. Im Jahr 2000 schloss er an der Universität Erlangen-Nürnberg sein Promotionsstudium in den Fächern Politikwissenschaft, Soziologie und Didaktik der Sozialkunde ab.
2009 habilitierte er sich an der Corvinus-Universität Budapest.
Im September 2002 erhielt Dieringer die Professur für Politikwissenschaft I an der Andrássy Universität Budapest (AUB). Ab Wintersemester 2010 war er Prodekan der AUB; im Sommersemester 2012 war er geschäftsführender Dekan der Fakultät für Vergleichende Staats- und Rechtswissenschaften (VSR) an der AUB.
Er hatte (Stand 2015) an der VSR die Professur für Europäische Regionalforschung inne. Dieringer wurde 2019 als Adjunct Professor an die Abteilung für Internationale Angelegenheiten am englischsprachigen Vesalius College der Vrije Universiteit Brussel berufen. Dort unterrichtet er aktuelle und zukünftige Herausforderungen der Diplomatie.

## Werke

### Monographien
- 2009 (Habilitation): Das Politische System der Republik Ungarn: Entstehung – Entwicklung – Europäisierung, ISBN 978-3-86649-268-4
- 2001 (Dissertation): Staatlichkeit im Wandel? Die Regulierung der Sektoren Verkehr, Telekommunikation und Energie im ungarischen Transformationsprozeß.
- 2000 (mit Roland Sturm, Gabriele Dautermann, Markus M. Müller und Jana Voláková): Regulierung und Deregulierung im wirtschaftlichen Transformationsprozeß. Zur Neugestaltung von „Staatlichkeit“ am Beispiel der Verkehrspolitik in den Visegrád-Staaten.

### Herausgeberschaften (Auszug)
- 2010 (mit Roland Sturm): Regional Governance in EU-Staaten, ISBN 978-3-86649-265-3.
- 2008 (mit Ellen Bos): Die Genese einer Union der 27. Die Europäische Union nach der Osterweiterung, ISBN 978-3-531-15744-3.
- 2004/5 (mit Klaus Beckmann und Ulrich Hufeld): Eine Verfassung für Europa. Mohr Siebeck, 2. erw. Aufl. 2005, ISBN 978-3-16-148542-8.